# Daiya Maekawa
Daiya Maekawa (jap. 前川 黛也, Maekawa Daiya; * 8. September 1994 in Hiroshima, Präfektur Hiroshima) ist ein japanischer Fußballspieler.
Daiya Maekawa ist der Sohn von Kazuya Maekawa, der bei Sanfrecce Hiroshima und Ōita Trinita	im Tor stand.

## Karriere
Daiya Maekawa erlernte das Fußballspielen in den Jugendmannschaften von Ōita Trinita und Sanfrecce Hiroshima sowie in der Universitätsmannschaft der Kansai-Universität. Seinen ersten Profivertrag unterschrieb der Torwart im Februar 2017 bei Vissel Kōbe. Der Club aus Kōbe spielte in der ersten Liga des Landes, der J1 League. 2019 gewann er mit Vissel den Kaiserpokal. Im Endspiel gewann man mit 2:0 gegen die Kashima Antlers aus Kashima. Am Ende der Saison 2023 feierte er mit dem Verein die japanische Meisterschaft. Am 24. November 2024 stand er mit Vissel Kōbe im Endspiel des Kaiserpokals. Gegen Gamba Osaka gewann man durch das Tor von Taisei Miyashiro mit 1:0. Am Ende der Saison 2024 feierte er mit Vissel die japanische Meisterschaft.

## Erfolge
Vissel Kōbe
- Japanischer Meister: 2023, 2024
- Japanischer Pokalsieger: 2019, 2024
- Japanischer Supercupsieger: 2020